# 曹天憲
曹天憲（1511年—？），字恒卿，江西饒州府浮梁縣人，民籍，明朝政治人物。

## 生平
嘉靖十九年（1540年）庚子科江西鄉試第五十三名。嘉靖二十年（1541年）辛丑科三甲一百名進士。授新昌县知县，擢兵部职方司主事，从侍郎范鏓廵边，升员外郎，寻迁武定兵备佥事，再迁四川参议，以抗直忤御史，议调归。

## 家族
曾祖曹邦仁；祖父曹璥，封知縣；父曹曇，教諭。母張氏。具庆下。